# Joey King
Joey Lynn King (Los Angeles, 30 luglio 1999) è un'attrice statunitense.

## Biografia
King è nata il 30 luglio 1999 a Los Angeles, in California, terzogenita di Terry e Jamie King; ha due sorelle, Kelly e l'attrice Hunter. Sin dalla più tenera età iniziò a coltivare il suo amore per il cinema, facendo le sue prime apparizioni televisive all'età di quattro anni in diversi spot pubblicitari, tra cui AT&T, Eggo e Life Cereals, oltre a dimostrare notevoli abilità canore in recite e talent show locali. Frequentò la Phoenix Ranch School nella vicina Simi Valley e si esibì più volte come cantante allo Stage Door Children's Theatre ad Agoura Hills.
È nota per il suo ruolo da protagonista come Ramona Quimby nel film Ramona e Beezus, adattamento del 2010 della serie di libri Ramona, scritta da Beverly Cleary, e nei film della serie The Kissing Booth, nel ruolo della protagonista Elle Evans.
Ha recitato nei film Reign Over Me, assieme ad Adam Sandler, e Quarantena. Ha doppiato Katie, la palla di pelo gialla del lungometraggio animato Ortone e il mondo dei Chi e il castoro nel film L'era glaciale 3 - L'alba dei dinosauri. Nel 2010 ha partecipato ad un episodio della serie Ghost Whisperer - Presenze. Ha partecipato anche a due episodi di Zack e Cody al Grand Hotel. Altre apparizioni televisive includono Entourage, CSI e Medium.
Il suo primo ruolo da protagonista è stato nel film del 2010 Ramona e Beezus, al fianco di Selena Gomez nei panni della sorella maggiore. Ha partecipato al film World Invasion e, nel 2011, al film Crazy, Stupid, Love. Ha partecipato anche a Il cavaliere oscuro - Il ritorno, nel ruolo della giovane Talia al Ghul. Nel 2013 è apparsa in Il grande e potente Oz, Sotto assedio - White House Down, Weekend in Famiglia e L'evocazione - The Conjuring.
Nel 2016 compare in una puntata della terza stagione di The Flash. Nel 2017 è la protagonista dell'horror Wish Upon, dove interpreta Clare, una ragazza che riceve un carillon che le rovinerà la vita, al fianco di Josephine Langford. Nel 2018 è stata scelta come protagonista del film prodotto da Netflix The Kissing Booth, al fianco di Jacob Elordi e Joel Courtney. Nel 2019 ha ottenuto un ruolo nella serie televisiva The Act, al fianco di Patricia Arquette. Joey interpreta Gypsy Rose Blancharde e Patricia interpreta sua madre Dee Dee, ruolo per cui è costretta a rasare i capelli.
Nel 2022 interpreta Tessa, una ragazza che ha perso il suo fidanzato in un incidente nel film The In Between - Non ti perderò, al fianco di Kyle Allen. Di questo film ne cura anche la produzione.
Nel 2024 interpreta Tally Youngblood in Uglies, film drammatico di fantascienza, diretto da McG (Joseph McGinty Nichol) e basato sul romanzo Uglies di Scott Westerfeld, la trama è incentrata su una futura società distopica post-apocalittica, con forti citazioni ecologiste, come Walden ovvero Vita nei boschi, scritto da Henry David Thoreau.

## Vita privata
Nel 2017 ha avuto una relazione con l’attore Jacob Elordi, conosciuto sul set di The Kissing Booth, la relazione è finita nel 2018. Nel settembre 2023 ha sposato il regista Steven Piet.

## Filmografia

### Attrice

#### Cinema
- Reign Over Me, regia di Mike Binder (2007)
- Quarantena (Quarantine), regia di John Erick Dowdle (2008)
- Ramona e Beezus, regia di Elizabeth Allen (2010)
- World Invasion (Battle: Los Angeles), regia di Jonathan Liebesman (2011)
- Crazy, Stupid, Love, regia di Glenn Ficarra e John Requa (2011)
- Il cavaliere oscuro - Il ritorno (The Dark Knight Rises), regia di Christopher Nolan (2012)
- Weekend in famiglia (Family Weekend), regia di Benjamin Epps (2013)
- Il grande e potente Oz (Oz: The Great and Powerful), regia di Sam Raimi (2013)
- Sotto assedio - White House Down (White House Down), regia di Roland Emmerich (2013)
- L'evocazione - The Conjuring (The Conjuring), regia di James Wan (2013)
- Il caso Warren Jeffs (Outlaw Prophet: Warren Jeffs) – film TV, regia di Gabriel Range (2014)
- Wish I Was Here, regia di Zach Braff (2014)
- The Sound and the Fury, regia di James Franco (2014)
- Borealis, regia di Sean Garrity (2015)
- Stonewall, regia di Roland Emmerich (2015)
- Independence Day - Rigenerazione (Independence Day: Resurgence), regia di Roland Emmerich (2016)
- Insospettabili sospetti (Going in Style), regia di Zach Braff (2017)
- Smartass, regia di Jena Serbu (2017)
- Wish Upon, regia di John R. Leonetti (2017)
- Summer '03, regia di Becca Gleason (2018)
- Radium Girls, regia di Lydia Dean Pilcher e Ginny Mohler (2018)
- Slender Man, regia di Sylvain White (2018)
- The Kissing Booth, regia di Vince Marcello (2018)
- The Lie - La bugia (The Lie), regia di Veena Sud (2018)
- Zeroville, regia di James Franco (2019)
- The Kissing Booth 2, regia di Vince Marcello (2020)
- The Kissing Booth 3, regia di Vince Marcello (2021) – anche produttrice esecutiva
- The In Between - Non ti perderò (The In Between), regia di Arie Posin (2022) – anche produttrice
- Bullet Train, regia di David Leitch (2022)
- The Princess, regia di Le-Van Kiet (2023) – anche produttrice esecutiva
- A Family Affair, regia di Richard LaGravenese (2024)
- Uglies, regia di McG (Joseph McGinty Nichol) (2024) – anche produttrice esecutiva

#### Televisione
- Zack e Cody al Grand Hotel (The Suite Life of Zack & Cody) – serie TV, 2 episodi (2006)
- Jericho – serie TV, 3 episodi (2006-2008)
- Backyards & Bullets, regia di Charles McDougall – film TV (2007)
- Entourage – serie TV, 1 episodio (2007)
- Il cacciatore di taglie (Avenging Angel), regia di David S. Cass Sr. – film TV (2007)
- CSI - Scena del crimine (CSI: Crime Scene Investigation) – serie TV, 2 episodi (2007-2008)
- Medium – serie TV, 1 episodio (2008)
- Untitled Liz Meriwether Project, regia di Jason Winer – film TV (2008)
- Anatomy of Hope, regia di J. J. Abrams – film TV (2009)
- Elevator Girl, regia di Bradford May – film TV (2010)
- Ghost Whisperer - Presenze (Ghost Whisperer) – serie TV, 2 episodi (2010)
- Bent – miniserie TV, 6 puntate (2012)
- The Ben and Ari Show – serie TV, 2 episodi (2012)
- New Girl – serie TV, 1 episodio (2012)
- R. L. Stine's The Haunting Hour – serie TV, 2 episodi (2013-2014)
- Outlaw Prophet: Warren Jeffs, regia di Gabriel Range – film TV (2014)
- Fargo – serie TV, 9 episodi (2014-2015)
- The Flash – serie TV, 1 episodio (2016)
- Tween Fest – serie TV, 8 episodi (2016)
- Life in Pieces – serie TV, 3 episodi (2019)
- The Act – serie TV, 8 episodi (2019)
- Calls – serie TV, 1 episodio (2021)
- We Were the Lucky Ones, regia di Thomas Kail, Amit Gupta e Neasa Hardiman – miniserie TV (2024)

#### Videoclip
- Mean  - Taylor Swift (2011)
- Sue me  - Sabrina Carpenter (2018)
- I Can See You (Taylor Swift) - Taylor Swift (2023)

### Doppiatrice
- Ortone e il mondo dei Chi (Horton Hears aWho!), regia di Jimmy Hayward e Steve Martino (2008)
- L'era glaciale 3 - L'alba dei dinosauri (Ice Age3: Dawn of the Dinosaurs), regia di Carlos Saldanha (2009)
- Robot Chicken – serie animata, episodio 8x16 (2016)
- I Simpson (The Simpsons) – serie animata, episodio 31x21 (2020)
- Cattivissimo me 4 (Despicable Me 4), regia di Chris Renaud (2024)

## Doppiatrici italiane
Nelle versioni in italiano delle opere in cui ha recitato, Joey King è stata doppiata da:
- Emanuela Ionica in Ramona e Beezus, Il grande e potente Oz, Independence Day - Rigenerazione, The Kissing Booth, The Kissing Booth 2, The Kissing Booth 3, Zeroville, The In Between - Non ti perderò, The Princess, Bullet Train, We Were the Lucky Ones, A Family Affair, Uglies
- Lucrezia Marricchi in The Flash, The Act
- Vittoria Bartolomei in Crazy, Stupid, Love, L'evocazione - The Conjuring
- Sara Labidi in Sotto assedio - White House Down
- Veronica Benassi in Fargo
- Antilena Nicolizas in Stonewall
- Veronica Puccio in Wish Upon
- Virginia Brunetti in Slender Man
- Martina Tamburello in The Lie - La bugia

Da doppiatrice è sostituita da:
- Antonella Baldini in Robot Chicken, I Simpson
- Claudia Mazza in Ortone e il mondo dei Chi (voce)
- Fernanda Caporale in Ortone e il mondo dei Chi (canto)
- Emanuela Ionica in Cattivissimo me 4